# باتريك لولو
باتريك لولو (بالفرنسية: Patrick Lolo)‏ هو لاعب كرة قدم كونغولي في مركز الهجوم، ولد في 25 أبريل 1980 في Makotimpoko District ‏ في جمهورية الكونغو. شارك مع منتخب الكونغو لكرة القدم. أما مع النوادي، فقد لعب مع ديابل نوار ونادي إيتوال دو كونغو ونادي مانغاسبورت.

## وصلات خارجية
- باتريك لولو على موقع قاعدة بيانات كرة القدم.إي يو (الإنجليزية)
- باتريك لولو على موقع ناشيونال فوتبول تيمز (الإنجليزية)